# ۸ عقاب
۸ عقاب یک ستاره است که در صورت فلکی عقاب قرار دارد.